# Nouziers
Nouziers este o comună în departamentul Creuse din centrul Franței. În 2009 avea o populație de 244 de locuitori.

## Evoluția populației
| An        | 1975 | 1982 | 1990 | 1999 | 2006 | 2009 |
| --------- | ---- | ---- | ---- | ---- | ---- | ---- |
| Populație | 385  | 276  | 278  | 232  | 247  | 244  |